# Ablabius Illustrios
Ablabius Illustrios schloss sich am Ende des 4. oder zu Beginn des 5. Jahrhunderts den Novatianern an. Er wurde zum Presbyter geweiht und wurde später Bischof von Nikaia. Wahrscheinlich ist er identisch mit einem Rhetor aus Galatien, der mit Libanios, Gregor von Nazianz und wohl auch mit Gregor von Nyssa korrespondierte. Er wurde wegen seiner Homilien geschätzt, von denen jedoch keine überliefert sind. Überliefert ist noch ein Epigramm im Kyklos des Agathias, das die Genealogie eines Tellers oder Missoriums beschreibt (Anthologia Graeca IX,762). In der Anthologia Palatina wird er als vir illustrissimus bezeichnet.